# 岩出市立根来小学校
岩出市立根来小学校（いわでしりつ ねごろしょうがっこう）とは、和歌山県岩出市に存在する公立小学校。略称は「根小」。

## 沿革
- 1876年10月10日、創設。
- 第二次世界大戦期、校舎崩壊。及び建て替え。
- 2006年4月1日、町制から市制に施行時に「岩出市立根来小学校」に名前を変更。

- 2017年、ユネスコスクールに加盟。
- 2025年、校舎内トイレの改装、正門前の銅板を撤去。(地震時に危険だと判明したため)

## 通学区域
- 波分 1～3､27
- 曽屋 314､354～396 1～58-2､59～60-2､61～70-2､71～74､78-1､78-2､80-1､80-2､97-6～100-2､100-4～ 100-8､101～129､130-2～188､190～197､202-1～203 ､205～211､211-3～218､220～ 2278､2280～2300､2302～
- 森 76～101､103～111､113､114-1､114-2､115～118-2､119-1､119-2､120～
- 堀口
- 川尻 6-1､6-2､6-6～6-22､14-1､14-2､15～22､34～54 1～181､193､432～442､444～447､449～451､461～503､505～510､520～522､524～527､ 529～
- 押川
- 尼ヶ辻
- 桜台
- 安上
- 白才

## 周辺
- 根来ゴルフクラブ
- 岩出警察署　根来交番
- スーパーネゴロ　岩出店
- ラ・ムー　岩出店
- 荒田神社
- 岩出中央ショッピングセンター
- 日本郵便　根来郵便局
- 岩出市立岩出図書館
- 根来寺
- 根来寺大門
- 根来タクシー　など

## アクセス

### 公共交通機関
- JR西日本岩出駅より自動車で約10分
- JR西日本紀伊駅より自動車で約13分
- 和歌山バス那賀・岩出市巡回バス紀伊粉河線根来停留所より自動車で約1分
- 和歌山バス那賀岩出樽井線根来停留所より自動車で約1分
- 和歌山バス那賀・岩出市巡回バス紀伊粉河線根来東停留所より自動車で約1分

### 道路
- 京奈和自動車道岩出根来ICより自動車で約3分

## 周辺の教育機関
幼稚園
- 和歌山中央幼稚園
- おのみなと幼稚園
- 山崎北こども園

小学校
- 岩出市立岩出小学校
- 岩出市立上岩出小学校 （通学区域が近接）
- 岩出市立中央小学校（通学区域が隣接）
- 岩出市立山崎小学校（通学区域が隣接）
- 岩出市立山崎北小学校（通学区域が隣接）
- 紀の川市立池田小学校 （通学区域が隣接）
- （大阪府）泉南市立東小学校 （通学区域が隣接）

中学校
- 岩出市立岩出中学校
- 岩出市立岩出第二中学校

高等学校
- 和歌山県立那賀高等学校

大学・大学院・短期大学
- 近畿大学生物理工学部　和歌山キャンバス
- 和歌山大学

## その他
- 根来小学校の校は、市内で唯一芝生が生えている[1]。また、別で新運動場が設置されている。
- 根来小学校は岩出市内で最も創建が早かった小学校で、第二次世界大戦時に再建されている。（『和歌山大空襲』を参照のこと）
- 日本一の歴史を持つ小学校（京都市立洛央小学校）が152年であるのに対し、根来小学校が149年であり、歴史の長い小学校である。（2025年）
- 卒業生は、受験する場合やその他の理由により他の学校に進学する場合を除き岩出市立岩出第二中学校へ進学する。